# Джингелл, Альберт
Альберт Джингелл (англ. Albert Gingell; 30 сентября 1883 — 20 февраля 1947) — британский вольный борец, бронзовый призёр летних Олимпийских игр 1908.
На Играх 1908 в Лондоне Джингелл соревновался в весовой категории до 66,6 кг. Выиграв одну схватку, он проиграл в полуфинале, но смог победить во встрече за третье место и получил бронзовую медаль.